# Batterij (Suzan & Freek)
Batterij is een lied van het Nederlandse zangduo Suzan & Freek. Het werd op 15 mei 2025 als single uitgebracht. Het nummer verscheen op 24 mei 2025 in de Nederlandse Single Top 100 en 31 mei 2025 in de Nederlandse Top 40.

## Achtergrond
"Batterij" is geschreven door Suzan Stortelder, Arno Krabman, Freek Rikkerink, Léon Palmen en Martijn Konijnenburg (van Goldkimono) en geproduceerd door Krabman. Het is een uptempo-nummer, special geschreven voor de zomer en het festivalseizoen. Suzan en Freek omschrijven het nummer als, met het maken van een 3 maanden durende reis aan de andere kant van de wereld is hun batterij weer helemaal opgeladen.
Na het uitbrengen van het lied verscheen dezelfde dag nog een hilarisch promotiefilmpje van "Batterij" op TikTok. Op 23, 24 en 25 mei 2025 zongen Suzan en Freek het lied live in de Ziggo Dome. Op 27 mei 2025 maakte het duo via Instagram bekend dat Freek ongeneeslijk ziek is.

## Hitnoteringen

### Nederlandse Top 40
| Hitnotering: 31-05-2025 t/m 14-06-2025 | Hitnotering: 31-05-2025 t/m 14-06-2025 | Hitnotering: 31-05-2025 t/m 14-06-2025 | Hitnotering: 31-05-2025 t/m 14-06-2025 | Hitnotering: 31-05-2025 t/m 14-06-2025 |
| Week:                                  | 1                                      | 2                                      | 3                                      |                                        |
| -------------------------------------- | -------------------------------------- | -------------------------------------- | -------------------------------------- | -------------------------------------- |
| Positie:                               | 39                                     | 35                                     | 35                                     | uit                                    |

### NederlandseSingle Top 100
| Hitnotering: 24-05-2025 t/m 28-06-2025 | Hitnotering: 24-05-2025 t/m 28-06-2025 | Hitnotering: 24-05-2025 t/m 28-06-2025 | Hitnotering: 24-05-2025 t/m 28-06-2025 | Hitnotering: 24-05-2025 t/m 28-06-2025 | Hitnotering: 24-05-2025 t/m 28-06-2025 | Hitnotering: 24-05-2025 t/m 28-06-2025 | Hitnotering: 24-05-2025 t/m 28-06-2025 |
| Week:                                  | 1                                      | 2                                      | 3                                      | 4                                      | 5                                      | 6                                      |                                        |
| -------------------------------------- | -------------------------------------- | -------------------------------------- | -------------------------------------- | -------------------------------------- | -------------------------------------- | -------------------------------------- | -------------------------------------- |
| Positie:                               | 76                                     | 25                                     | 16                                     | 37                                     | 47                                     | 76                                     | uit                                    |